# Ankylos
Ankylos (av grekiska ankylos, ἀγκύλος, 'krokig', 'krökt'), fullständig stelhet i en led till följd av sammanväxning av ledytorna.